# Ульсан
Ульса́н (кор. 울산?, 蔚山?) — город-метрополия в юго-восточной части Корейского полуострова, расположенный на берегу Японского моря в устье реки Тхэхваган, в 70 километрах к северу от Пусана. Крупнейший промышленный город страны, известный как «Столица экономики Республики Корея» или «Столица промышленности Республики Корея». Официальное название города по-корейски Город-метрополия Ульсан (кор. 울산광역시?, 蔚山廣域市? Ульсан кванъёкси). Географические координаты: 35°33′ с. ш. 129°19′ в. д.. В прошлом город был центром корейского китобойного промысла, в июне 2005 года в Ульсане состоялось заседание Международной Китобойной Комиссии. В 2015 году город был объявлен претендентом на проведение Олимпийских Игр 2028 года с Пусаном.
Город известен своими достопримечательностями. Здесь находится самый большой парк в стране — «Большой ульсанский парк» и самая большая верфь в Мире — «Хёндэ хэви индастриз». В центре города стоит известный монумент «Башня промышленности» — символ города и промышленности страны.

## Административное деление
Ульсан разделён на 4 района («ку») и 1 уезд («кун»).
| Название | Хангыль    | Ханча      | Площадь (км2) | Домохозяйства | Население |
| -------- | ---------- | ---------- | ------------- | ------------- | --------- |
| Чунку    | 중구       | 中區       | 37,00         | 95 564        | 239 424   |
| Намку    | 남구       | 南區       | 72,70         | 134 148       | 335 674   |
| Тонку    | 동구       | 東區       | 36,03         | 67 018        | 170 065   |
| Пукку    | 북구       | 北區       | 157,34        | 79 257        | 214 607   |
| Ульджу   | 울주군     | 蔚州郡     | 757,12        | 89 289        | 220 588   |
| Ульсан   | 울산광역시 | 蔚山廣域市 | 1 060,7       | 457 950       | 1 165 317 |

## Экономика
Город является крупнейшим промышленным городом страны. Он лежит в центре т. н. Ульсанского Промышленного Района. До 1962 года Ульсан был рыбным портом и сельскохозяйственным торговым центром. Затем здесь было построено множество заводов и фабрик. Основные отрасли промышленности: машиностроение, тяжёлое машиностроение, автомобилестроение, кораблестроение, нефтеперерабатывающая промышленность и др.
В Ульсане расположены крупнейший в мире автомобильный завод и судоверфь, принадлежащие компании Hyundai Motor. На этой Судоверфи построены суда класса Афрамакс по программе «Программе обновления флота ОАО „Новошип“» (в частности, NS Commander).
Кроме того, в Ульсане находится один из крупнейших в мире нефтеперерабатывающих заводов, принадлежащий SK Energy.

## Туризм и достопримечательности
- Большой ульсанский парк — крупнейший парк в Республике Корея.
- Мыс Канджольгот
- Горы Йоннам-Альпс
- Большой парк Тхэхваган
- Крепость Сосэнпхо-вэсон
- Парк Хаксон
- Городская стена Онян-ыпсон
- Скала Тэванам
- Развалины крепости Кэунпхосон
- Скала Чхоёнам
- Дольмены в деревне Комданни
- Маяк Ульги
- Петроглифы Пангудэ в Тэгонни
- Петроглифы в Чхонджинни

## Спорт
В городе имеется футбольная команда «Ульсан Хёндэ».

## Известные уроженцы и жители
- Со Ингук — южнокорейский актёр и певец

## Международные отношения

### Города-побратимы
- Хаги, Япония (1968)
- Хуалянь, Китайская Республика (1981)
- Портленд, США (1987)
- Чанчунь, Китай (1994)
- Измир, Турция (2002)
- Сантус, Бразилия (2002)
- Провинция Кханьхоа, Вьетнам (2002)
- Томск, Россия (2003)

### Города-партнёры
- Гуанчжоу, Китай (2000)
- Яньтай, Китай (2001)
- Уси, Китай (2006)
- Ниигата, Япония (2006)
- Циндао, Китай (2009)
- Карагандинская область, Казахстан (2010)
- Кумамото, Япония (2010)
- Басра, Ирак (2011)